# الفی (فیلم ۱۹۶۶)
الفی (به انگلیسی: Alfie) فیلمی بریتانیایی به کارگردانی لوئیس گیلبرت با بازی مایکل کین محصول سال ۱۹۶۶ است.

## خلاصه داستان
«الفی» مردی که همیشه در حال خوشگذرانی بوده و با زنان زیادی رابطه داشته شروع به درک عواقب شیوه زندگی خود می‌کند و…

## جوایز
این فیلم کاندیدای ۵ اسکار (کاندیدای اسکار بهترین موسیقی-کاندیدای اسکار بهترین فیلمنامه اقتباسی-کاندیدای اسکار بهترین بازیگر نقش مکمل زن-کاندیدای اسکار بهترین بازیگر نقش اول مرد-کاندیدای اسکار بهترین فیلم) در سال ۱۹۶۷شد.